# Nyctiophylax esli
Nyctiophylax esli är en nattsländeart som beskrevs av Malicky 1993. Nyctiophylax esli ingår i släktet Nyctiophylax och familjen fångstnätnattsländor. Inga underarter finns listade i Catalogue of Life.